# Enzo Roco
Enzo Pablo Roco Roco (Ovalle, 1992. augusztus 16. –) chilei válogatott labdarúgó, az Elche játékosa.

## Sikerei, díjai

### Klub
- CDUC
  - Chilei bajnok (1): 2010
  - Copa Chile (1): 2011

### Válogatott
- Chile
  - Copa América (1): 2016